# Wadi al-Hasa

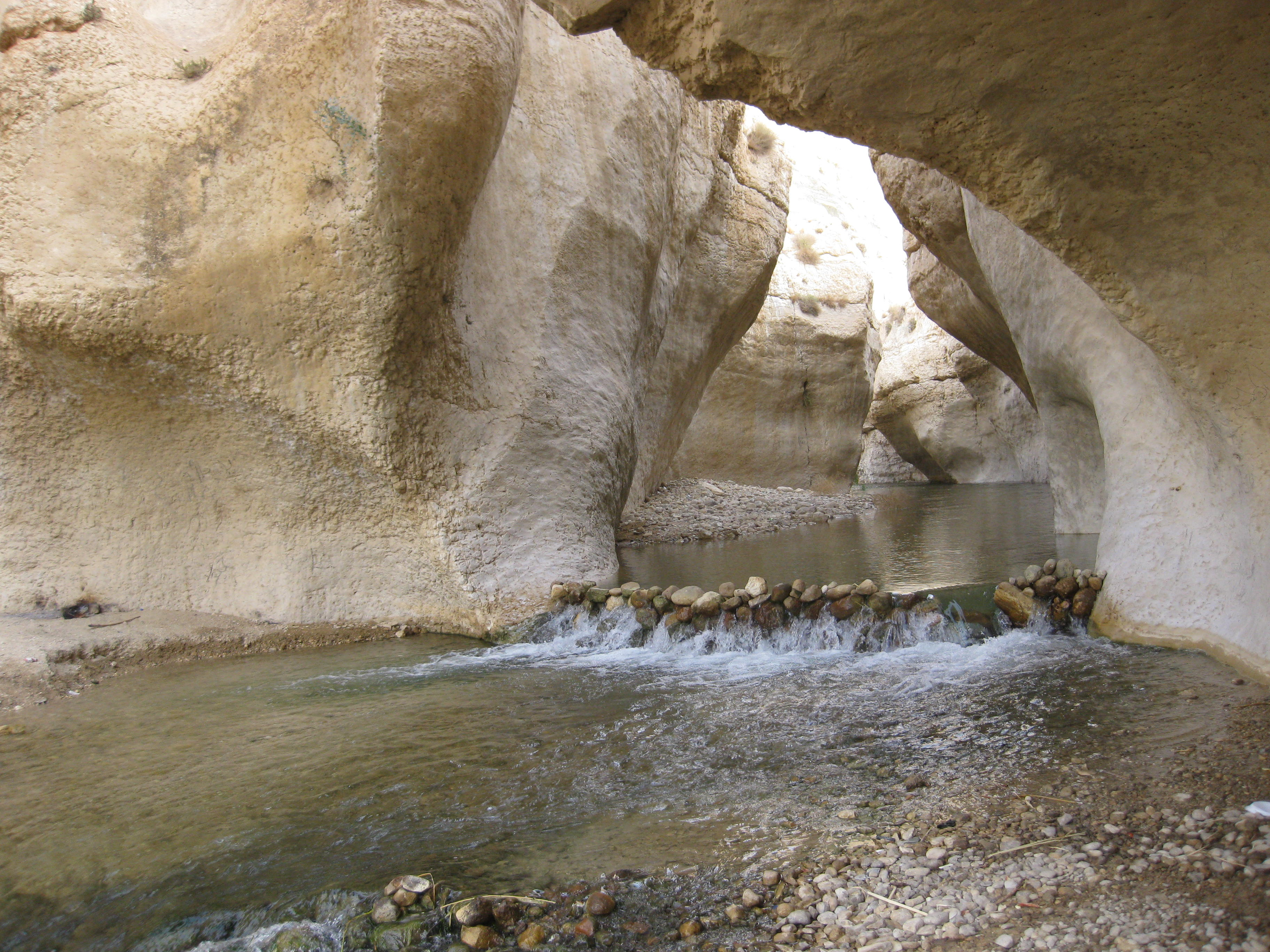
Cascada calcaroasă

Wadi al-Hasa (în arabă وادي الحسا), cunoscută din Biblia ebraică drept valea și pârâul Zered  (în ebraică זרד), este un ued în vestul Iordaniei.  Este situată între Guvernoratul Karak și Guvernoratul Tafilah.

## Geografie
Wadi este foarte mare și lungă și se termină în Marea Moartă la orașul Al-Safi.  Lungimea sa este de aproximativ 40 kilometri (25 mi), și conține multe facilități și ferme istorice și moderne. În niciun moment al anului apa nu încetează să curgă. Există multe izvoare și alte surse care o hrănesc, în special în partea din guvernoratul Tafilah. Este mai lungă și mai lată decât Wadi al-Moujib, care este situată la nord.
Wadi face parte din bazinul Mării Moarte din Iordania, ale căror ape o hrănesc și apoi se acumulează în timpul iernii pe partea de sud a Mării Moarte. Suprafața bazinului wadiului este de aproximativ 2.500 km2 (970 mi2). Apa wadiului se adună în deșerturile și pâraiele al căror bazin ajunge în regiunea al-Jafr și este apoi transportat la Valea Iordanului și, în cele din urmă, la Marea Moartă.

## Utilizarea apei
Zona wadiului este intens folosită de fermierii care folosesc apa pentru irigații, mai ales pentru legume precum roșiile și pepenii.
În 1999, Iordania a construit un baraj pe wadi, cunoscut sub numele de Barajul Al-Tannur. Are o capacitate de stocare de aproximativ 16,8 milion metru cubi (590×106 cu ft). Wadi are o semnificație specială pentru plimbări și pentru drumeții. Traseul se întinde pe 30 kilometri (19 mi), și este o destinație populară pentru turiștii de aventură din Iordania pentru pietoni și excursioniști. Au fost organizate un grup de cluburi de drumeții, dintre care majoritatea se termină pe Valea Iordanului, unde există multe izvoare termale minerale, despre care se spune că au multe beneficii pentru sănătate.
De-a lungul wadi există multe ferme, cele mai multe dintre ele ferme de legume, deasupra  râului barajului Al-Tannur. Există, de asemenea, măslini și trifoi. Există fântâni și pâraie care sunt potrivite pentru băut, care sunt utilizate de către locuitorii din zonă. Există peisaje naturale și conține luciuri de apă care s-au format de-a lungul timpului, deoarece pietrele au fost modelate de apă, ajungând la o adâncime de peste șase metri. Wadi este bogat în pește, prins atât de rezidenți, cât și de vizitatori.

## Biblia ebraică
Zared (sau Zered) este un nume folosit în Tora pentru un pârâu și valea sa. Este menționat pe scurt în Deuteronom 2:13-14 și mai pe larg în Cartea Numeri 21:12-13, ca locul în care israeliții fac tabără la apropierea lor finală de Moab. Din context se înțelege că se află în Edom, la sud de graniță până la Moab care este marcat de râul Arnon, actualul Wadi Mujib.
Potrivit lui Peter C. Craigie, „locația exactă a lui Zered este incertă”.
În wadi există multe locuri religioase, cum ar fi templul nabataean Khirbet et-Tannur și satul și sanctuarul nabataean Khirbet ed-Dharih. Ambele situri sunt renumite pentru altarele care conțin temple ale zeului nabataean al răului, Dushara. Deși numele wadi este uneori menționat în câteva texte biblice. Arheologii biblici atribuie acest lucru utilizării wadi-ului ca lăcaș de cult.

## Cercetări arheologice
Săpăturile arheologice de la Wadi al-Hasa au contribuit la regândirea în arheologie a utilizării uneltelor realizate din material osos sau oase. Unele dintre dovezile de la site-ul Ain el-Buhira, un site situat la capătul estic al wadi. Situl este caracterizat de un lac, și sedimente și formațiuni de piatră, cum ar fi marne și formațiuni de tuf care dau o perspectivă asupra sistemului de drenaj, care a fost construit la wadi în  perioada Pleistocenului târziu, între 24.000 și 19.000 î.Hr. Coinman sugerează (în 1996) că atât tehnologiile osoase, cât și cele ale lamei au fost mai frecvente în această perioadă decât se credea anterior.